# تخوم طرابلس
التخوم الطرابلسية هي منطقة تاريخية، وكانت منطقة حدودية للدفاع عن الإمبراطورية الرومانية، بنيت في جنوب ما يعرف الآن بتونس وشمال غرب ليبيا، كان الهدف منها حماية المدن الثلاثة، لبدة الكبرى، وصبراتة، وأويا في ليبيا الرومانية.

## التاريخ

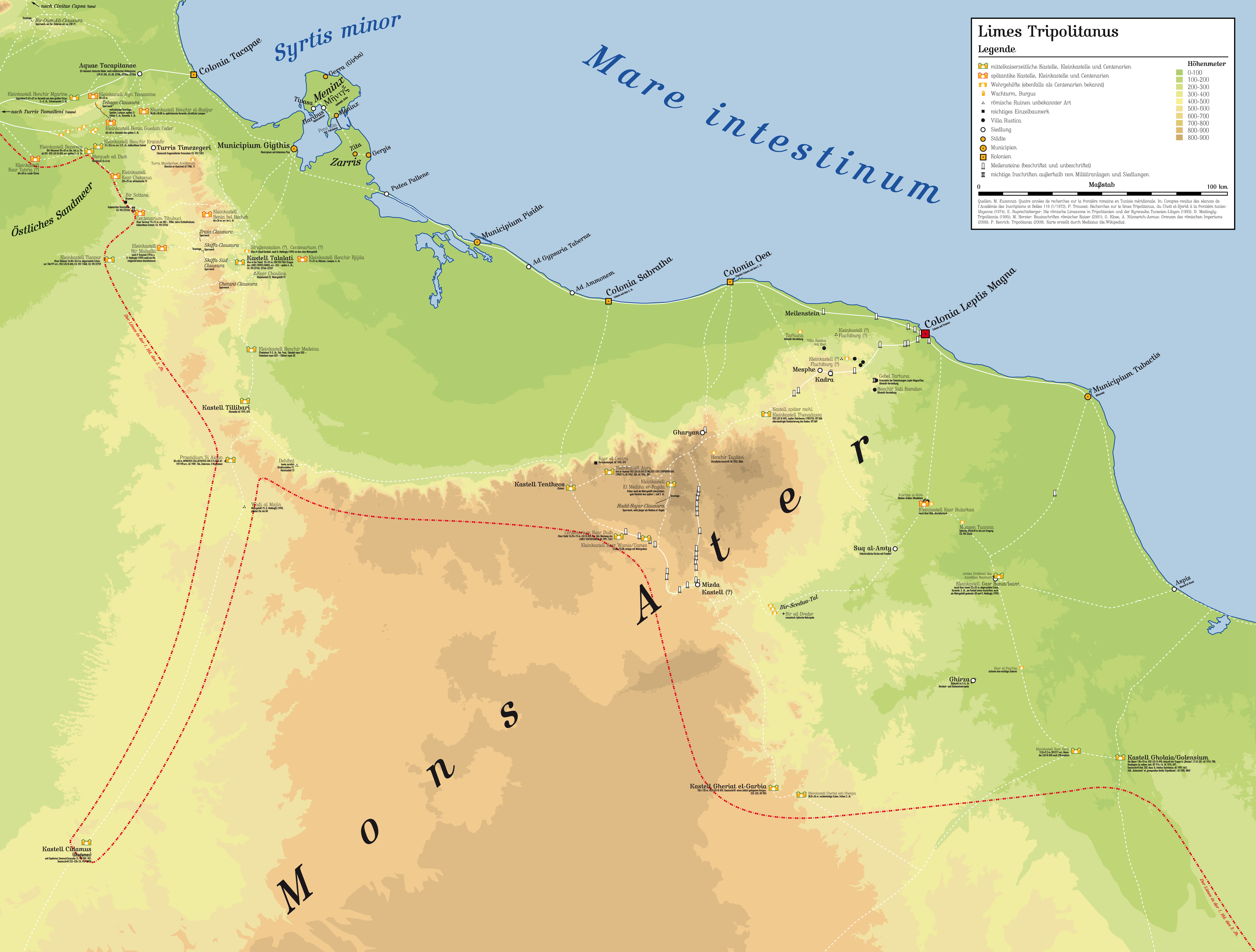
"خريطة الحدود للتخوم الطرابلسية"

بنيت التخوم الطرابلسية بعد أغسطس القيصر، كان مرتبطًا بشكل أساسي بتهديد الجرمنت، أطلق سيبتيموس فلاكوس في عام 50م حملة عسكرية وصلت إلى فزان الفعلية، وإلى الجنوب.
لم ينتصر الرومان على الجرمنت بقدر ما أغروهم بفوائد التجارة وثبطوهم بالتهديد بالحرب، كانت آخر غزوة للجرمانتيين على الساحل في عام 69م عندما انضموا إلى شعب أويا (طرابلس الحديثة) في المعركة ضد لبدة الكبرى.
تدخل الرومان من أجل الدفاع عن المدن الرومانية الرئيسية في طرابلس (أويا، صبراتة، لبدة الكبرى)، وساروا جنوبًا وفقًا لإدوارد بوفيل مؤلف كتاب التجارة الذهبية للمغاربة، كانت هذه الحملة بمثابة أول استخدام للرومان للجمال في الصحراء، مما أقنع الجرمنتيين بأن تفوقهم في حرب الصحراء لم يعد قائمًا.

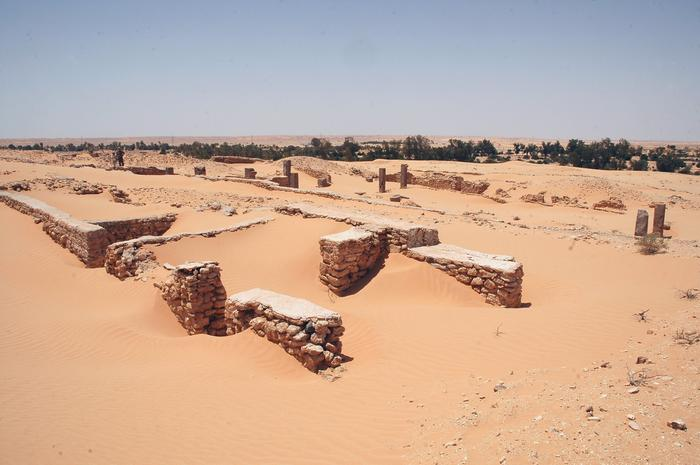
الحصن الروماني بو نجم، ليبيا.

بعد ذلك، بدأ الجرمنتيون يصبحون دولة عميلة للإمبراطورية الرومانية، لكن البدو كانوا دائمًا يعرضون المنطقة الخصبة لساحل طرابلس للخطر؛ وبسبب هذا أنشأ الرومان التخوم الطرابلسي 
تم بناء أول حصن في ثيجيس للحماية من هجمات البدو في عام 75 م، تم توسيع التخوم في عهد الأباطرة هادريان وسيبتيموس سيفيروس، ولا سيما في عهد ليغاتوس كوينتوس أنيسيوس فاوستوس في 197-201.

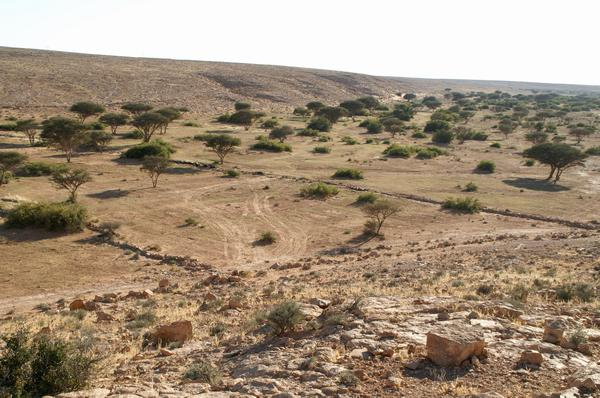
بقايا "سنتريا" في سوق الأوطي

في الواقع، تم تعيين أنيسيوس فاوستوس قائدا للفيلق الأوغسطي الثالث، وقام ببناء عدة حصون دفاعية من التخوم الطرابلسية في طرابلس، من بينها غاربيا وجولايا (بو نجم الفعلية) من أجل حماية المقاطعة من غارات القبائل البدوية، لقد أنجز مهمته بسرعة ونجاح.
نتيجة لذلك، تطورت مدينة قرزة الرومانية (غيرزا الفعلية)، التي تقع بعيدًا عن الساحل وجنوب لبدة الكبرى، بسرعة في منطقة زراعية غنية  أصبحت غيرزا "مدينة مزدهرة" بعد عام 200 بعد الميلاد، عندما حكم الإمبراطور الروماني سيبتيموس كان سيفيروس (المولود في لبدة الكبرى) قد نظم فرقة التخوم الطرابلسية.

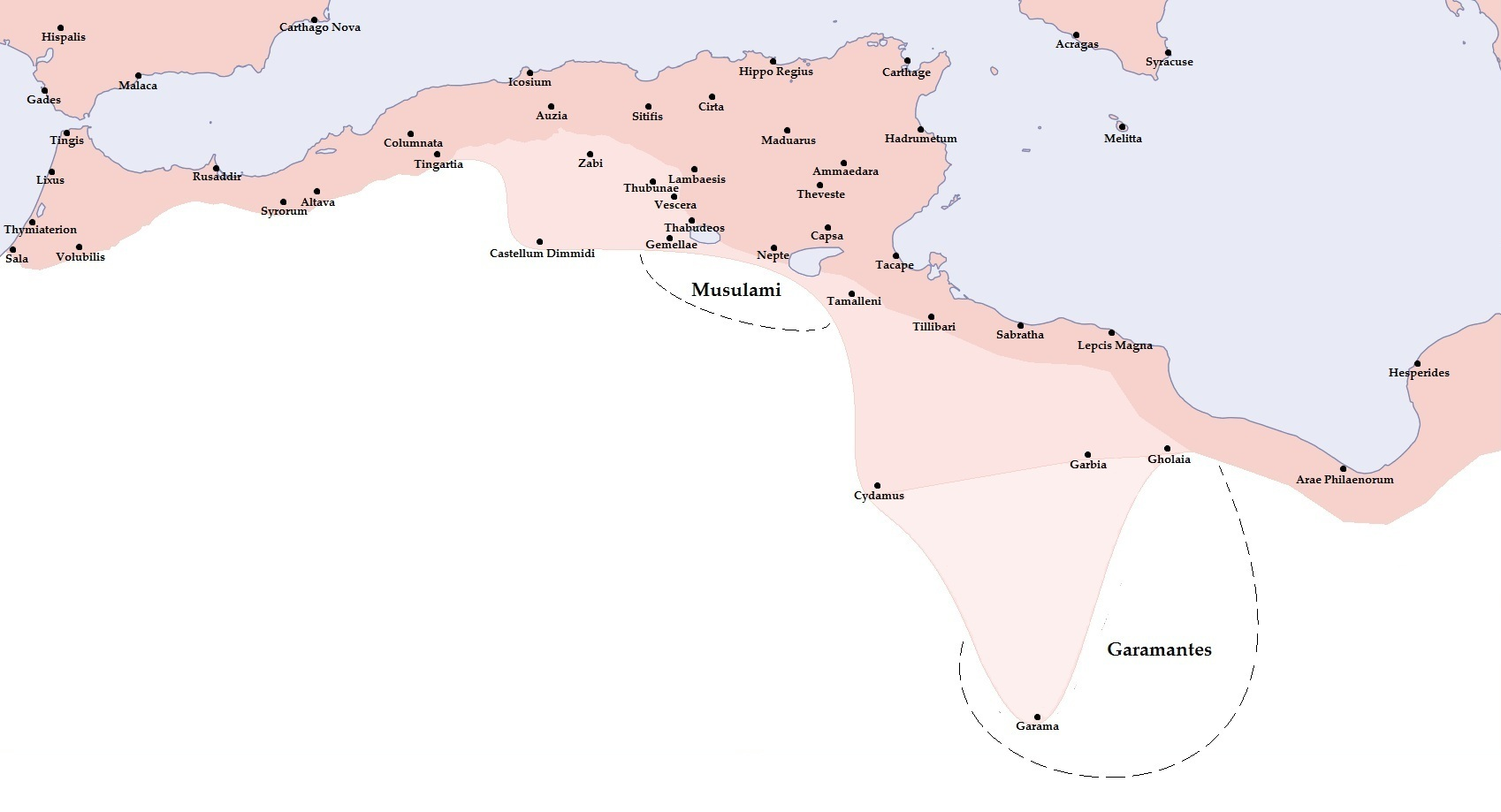
فتوحات سبتيموس سيفيروس الأفريقية

استقر الجنود السابقون في هذه المنطقة، وتم تطوير الأراضي القاحلة، وتم بناء السدود والصهاريج في وادي غيرزا (الذي لم يكن جافًا مثل اليوم) للسيطرة على الفيضانات المفاجئة، لا تزال هذه الهياكل مرئية ، يوجد بين أنقاض قرزة معبد ربما كان مخصصًا لشبه الإله الأمازيغي "أغورزيل"، وربما يكون اسم المدينة نفسه مرتبطًا باسمه ، أنتج المزارعون الحبوب والتين والكروم والزيتون والبقول واللوز والتمر وربما البطيخ، تتكون قرطبة من حوالي أربعين مبنى، بما في ذلك ست مزارع محصنة (سنتناريا)،اثنتان منهما كانتا كبيرتان جدًا، تم التخلي عنهما في العصور الوسطى.
مع ديوكلتيانوس تم التخلي عن الختوم جزئيًا وتم تفويض الدفاع عن المنطقة إلى الجنود في المناطق الحدودية "ليمتنيي"، بقي الختوم الطرابلسية كحماية فعالة حتى العصر البيزنطي (أعاد الإمبراطور جستنيان هيكلة التخوم الطرابلسية في عام 533 م).
استولى المحاربون البدو من قبيلة بني هلال على المزارع/كاسترا من التخوم في القرن الحادي عشر وانخفض الإنتاج الزراعي إلى الصفر تقريبًا في غضون بضعة عقود؛ حتى تم التخلي عن لبدة الكبرى وصبراتة ولم ينج سوى أويا، وهو ما أصبح معروفًا من الآن فصاعدًا بطرابلس .

## الوضع الحالي
في ليبيا اليوم لا تزال بقايا كبيرة جدًا باقية، على سبيل المثال قلاع الختوم في أبو نجيم (القلعة القديمة)، والقرية الغربية، وقرية جريسا الحدودية، وحوالي 2000 مزرعة محصنة ( سينتناريا) مثل القرية.
يوجد في تونس عدة مواقع ملحقة بالجير، وفي عام (2012) تم تقديم بعض هذه المواقع إلى منظمة اليونسكو من أجل تسجيلها ضمن التراث العالمي.

### جدار طباقة

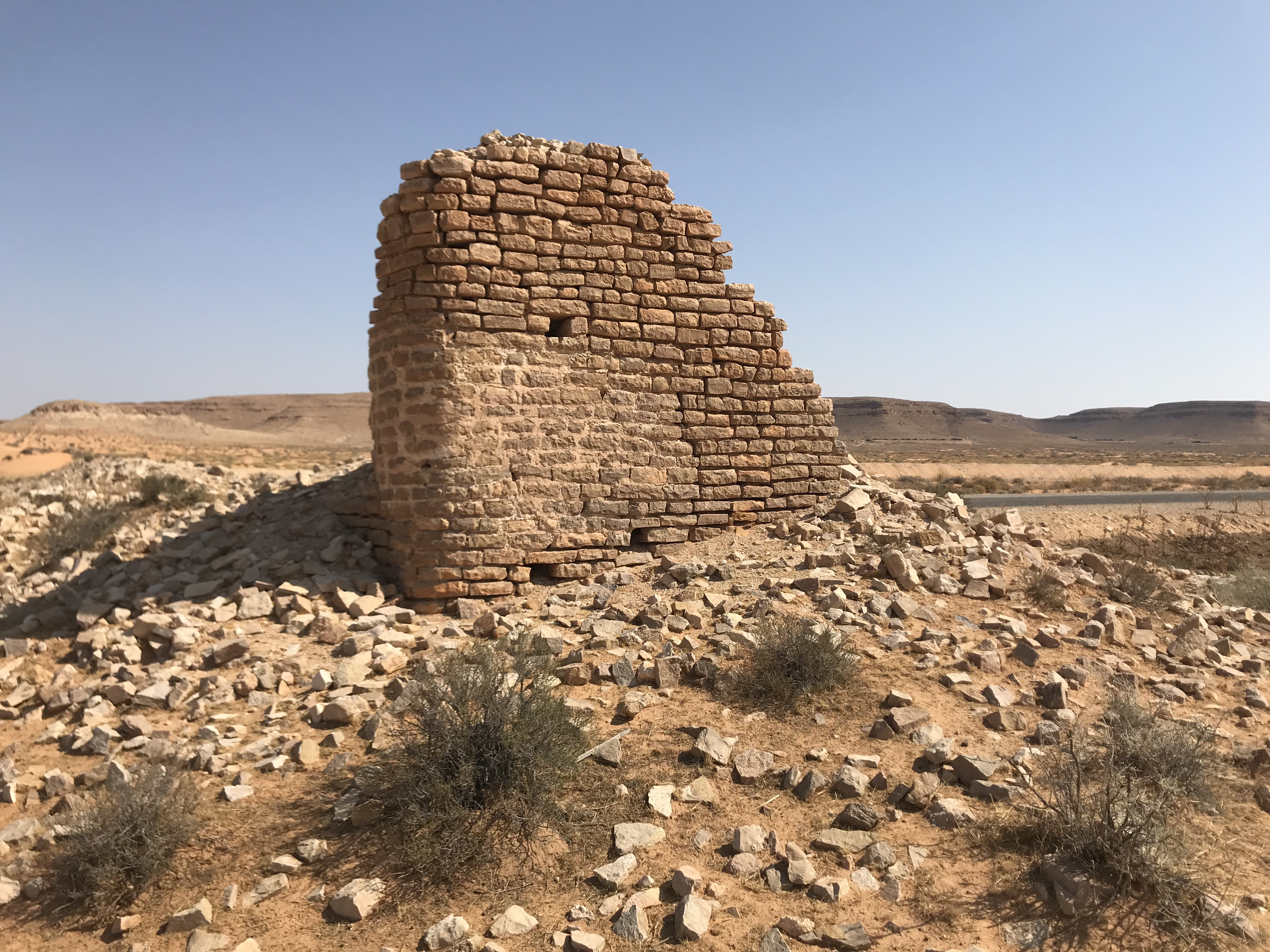
برج البوابة الجنوبية للكلاوسورا في وادي سكيفة

جدار طباقة هو خط تحصين بطول 17 كيلومترا تم بناؤه على طول ممر طباقة أو كلاوسورا بين سلسلة جبال جبل طباقة وتلال جبال مطماطة.

### الحصون
- غدامس (30°08′30.0″N 9°30′30.0″E / 30.141667°N 9.508333°E)
- مزدة (31°25′36″N 12°58′36″E / 31.42667°N 12.97667°E)
- بني وليد (31°45′29″N 13°59′32″E / 31.75806°N 13.99222°E)
- أبو نجم (30°34′42.75″N 15°24′48.66″E / 30.5785417°N 15.4135167°E)
- القريات (30°23′29″N 13°35′25″E / 30.39139°N 13.59028°E)